# Kanton Bar-sur-Aube
Bar-sur-Aube is een kanton van het Franse departement Aube. Het kanton maakt deel uit van het arrondissement Bar-sur-Aube. Het heeft een oppervlakte van 585.1 km² en telt 13.688 inwoners in 2018, dat is een dichtheid van 23 inwoners/km².

## Gemeenten
Het kanton Bar-sur-Aube omvatte tot 2014 de volgende 23 gemeenten:
- Ailleville
- Arconville
- Arrentières
- Arsonval
- Baroville
- Bar-sur-Aube (hoofdplaats)
- Bayel
- Bergères
- Champignol-lez-Mondeville
- Colombé-le-Sec
- Couvignon
- Engente
- Fontaine
- Jaucourt
- Juvancourt
- Lignol-le-Château
- Longchamp-sur-Aujon
- Montier-en-l'Isle
- Proverville
- Rouvres-les-Vignes
- Urville
- Ville-sous-la-Ferté
- Voigny

Door de herindeling van de kantons bij decreet van 21 februari 2014 met uitwerking op 22 maart 2015 omvat het kanton sindsdien volgende 48 gemeenten:
- Ailleville
- Arconville
- Arrentières
- Arsonval
- Baroville
- Bar-sur-Aube
- Bayel
- Bergères
- Bligny
- La Chaise
- Champignol-lez-Mondeville
- Chaumesnil
- Colombé-la-Fosse
- Colombé-le-Sec
- Couvignon
- Crespy-le-Neuf
- Éclance
- Engente
- Épothémont
- Fontaine
- Fravaux
- Fresnay
- Fuligny
- Jaucourt
- Juvancourt
- Juzanvigny
- Lévigny
- Lignol-le-Château
- Longchamp-sur-Aujon
- Maisons-lès-Soulaines
- Meurville
- Montier-en-l'Isle
- Morvilliers
- Petit-Mesnil
- Proverville
- La Rothière
- Rouvres-les-Vignes
- Saulcy
- Soulaines-Dhuys
- Spoy
- Thil
- Thors
- Urville
- Vernonvilliers
- La Ville-aux-Bois
- Ville-sous-la-Ferté
- Ville-sur-Terre
- Voigny